# Коне, Мохамед
Мохамед Гнотча Коне (фр. Mohamed Gnotcha Koné; 12 декабря 1993, Кот-д’Ивуар) — ивуарийский и буркинийский футболист, защитник.

## Карьера
С 2011 по 2014 год выступал за ивуарийский клуб из города Абиджан — «Африка Спорт». В 2014—2015 годах выступал за молдавский «Саксан», в 2015—2016 годах — за ещё один молдавский клуб «Заря». Вторую половину 2016 года провёл в кипрском «Кармиотисса Полемидион». В январе 2017 года перешёл в узбекистанский «Локомотив Ташкент». В 2018 году перешёл в белорусский «Луч». 5 февраля 2019 года подписал контракт с американским клубом «Тампа-Бэй Раудис» из Чемпионшипа ЮСЛ. В первой половине 2021 года выступал за клуб Национальной независимой футбольной ассоциации «Нью-Амстердам». 5 августа 2021 года подписал контракт с клубом «Тусон» из Лиги один ЮСЛ.